# Julie Kedzie
Julie Kedzie (18 de marzo de 1981, Chicago) es una peleadora retirada estadounidense de artes marciales mixtas. Ella es cinturón negro de tercer dan en Taekwondo complementada con Jiu-jitsu brasileño. Además de su carrera como luchadora de artes marciales mixtas Kedzie es también asistente personal del entrenador Greg Jackson. Además Kedzie ha estado trabajando en la promoción de artes marciales mixtas femenina Invicta Fighting Championships como comentarista y entrevistadora.

## Carrera en artes marciales mixtas

### Ultimate Fighting Championship
Kedzie se enfrentó a Germaine de Randamie el 27 de julio de 2013 en UFC on Fox 8. Kedzie perdió la pelea por decisión dividida.
Kedzie se enfrentó a Bethe Correia el 7 de diciembre de 2013 en UFC Fight Night 33. Kedzie perdió la pelea por decisión dividida y anunció por Twitter después de su derrota que se retiraba de las artes marciales mixtas.

## Vida personal
Kedzie nació en Chicago, Illinois y se trasladó a Bloomington, Indiana cuando tenía doce años para que su madre pudiera hacer un doctorado en neurobiología de la Universidad de Indiana. Ella tiene una hermana llamada Jenny Raff.

## Campeonatos y logros
- Campeona del Gran Premio HOOKnSHOOT (2005)
- Campeona de Extreme Grappling Open
- Campeona mundial de la Asociación Nacional de Kickboxing
- Campeona del Campeonato Jackson's MMA Series de peso gallo (2011)

## Récord en artes marciales mixtas
| Resultado | Récord | Oponente             | Método                      | Evento                                | Fecha                    | Ronda | Tiempo | Localización                | Notas                                                  |
| --------- | ------ | -------------------- | --------------------------- | ------------------------------------- | ------------------------ | ----- | ------ | --------------------------- | ------------------------------------------------------ |
| Derrota   | 16–13  | Bethe Correia        | Decisión (dividida)         | UFC Fight Night: Hunt vs. Bigfoot     | 7 de diciembre de 2013   | 3     | 5:00   | Brisbane                    |                                                        |
| Derrota   | 16–12  | Germaine de Randamie | Decisión (dividida)         | UFC on Fox: Johnson vs. Moraga        | 27 de julio de 2013      | 3     | 5:00   | Seattle, Washington         |                                                        |
| Derrota   | 16–11  | Miesha Tate          | Sumisión (armbar)           | Strikeforce: Rousey vs. Kaufman       | 18 de agosto de 2012     | 3     | 3:28   | San Diego, California       |                                                        |
| Derrota   | 16–10  | Alexis Davis         | Decisión (unánime)          | Strikeforce: Fedor vs. Henderson      | 30 de julio de 2011      | 3     | 5:00   | Hoffman Estates, Illinois   |                                                        |
| Victoria  | 16–9   | Kaitlin Young        | Decisión (unánime)          | Jackson's MMA Series 4                | 9 de abril de 2011       | 5     | 5:00   | Albuquerque, Nuevo México   | Gana el Campeonato Jackson's MMA Series de peso gallo. |
| Victoria  | 15–9   | Sarah D'Alelio       | Decisión (unánime)          | Jackson's MMA Series 3                | 18 de diciembre de 2010  | 3     | 5:00   | Albuquerque, Nuevo México   |                                                        |
| Derrota   | 14–9   | Kaitlin Young        | Decisión (dividida)         | Ultimate Women Challenge              | 24 de septiembre de 2010 | 3     | 3:00   | St. George, Utah            |                                                        |
| Victoria  | 14–8   | Malissa Sherwood     | Decisión (unánime)          | Jackson's MMA Series 1                | 5 de junio de 2010       | 3     | 5:00   | Albuquerque, Nuevo México   |                                                        |
| Victoria  | 13–8   | Katrina Alendal      | Decisión (unánime)          | Cage Life: Ultimate Freedom Throwdown | 4 de julio de 2009       | 3     | 5:00   | Albuquerque, Nuevo México   |                                                        |
| Derrota   | 12–8   | Sarah Schneider      | Sumisión (rear-naked choke) | Duke City MMA Series 1                | 14 de marzo de 2009      | 1     | 2:01   | Albuquerque, Nuevo México   |                                                        |
| Victoria  | 12–7   | Angela Hayes         | Sumisión (armbar)           | Battlequest 8                         | 11 de abril de 2008      | 1     | 4:26   | Denver, Colorado            |                                                        |
| Derrota   | 11–7   | Tonya Evinger        | Sumisión (rear-naked choke) | ShoXC: Elite Challenger Series        | 25 de enero de 2008      | 1     | 1:43   | Atlantic City, Nueva Jersey |                                                        |
| Victoria  | 11–6   | Jan Finney           | TKO (golpes)                | HOOKnSHOOT: MW Tournament             | 29 de septiembre de 2007 | 2     | 2:44   | Evansville, Indiana         |                                                        |
| Victoria  | 10–6   | Kelly Kobold         | Decisión (unánime)          | BodogFight: Vancouver                 | 24 de agosto de 2007     | 3     | 5:00   | Vancouver                   |                                                        |
| Victoria  | 9–6    | Julia Berezikova     | TKO (golpes)                | BodogFight: Clash of the Nations      | 14 de abril de 2007      | 2     | 2:49   | San Petersburgo             |                                                        |
| Derrota   | 8–6    | Gina Carano          | Decisión (unánime)          | EliteXC: Destiny                      | 10 de febrero de 2007    | 3     | 3:00   | Southaven, Misisipi         |                                                        |
| Derrota   | 8–5    | Amanda Buckner       | Sumisión (guillotine choke) | BodogFight: St. Petersburg            | 16 de diciembre de 2006  | 1     | 2:21   | San Petersburgo             |                                                        |
| Victoria  | 8–4    | Molly Helsel         | Decisión (mayoritaria)      | HOOKnSHOOT: The Women Return          | 18 de noviembre de 2006  | 3     | 5:00   | Evansville, Indiana         |                                                        |
| Victoria  | 7–4    | Jan Finney           | Decisión (unánime)          | KOTC: Meltdown                        | 7 de octubre de 2006     | 2     | 5:00   | Indianapolis, Indiana       |                                                        |
| Derrota   | 6–4    | Tara LaRosa          | Decisión (unánime)          | Ultimate Cage Wars                    | 8 de julio de 2006       | 3     | 5:00   | Chelan, Washington          |                                                        |
| Victoria  | 6–3    | Amanda Duvall        | TKO (golpes)                | Cage Rage Indiana                     | 6 de mayo de 2006        | 1     | 0:18   | Indiana                     |                                                        |
| Victoria  | 5–3    | Sasha Mrvic          | Decisión (unánime)          | Combat Do Fighting Challenge 7        | 22 de abril de 2006      | 3     | 5:00   | Cícero, Illinois            |                                                        |
| Derrota   | 4–3    | Shayna Baszler       | Sumisión (armbar)           | Freestyle Combat Challenge 22         | 18 de marzo de 2006      | 1     |        | Racine, Wisconsin           |                                                        |
| Victoria  | 4–2    | Molly Helsel         | Decisión (dividida)         | HOOKnSHOOT: 2005 Women's Grand Prix   | 19 de noviembre de 2005  | 3     | 5:00   | Evansville, Indiana         | Campeona del Gran Premio HOOKnSHOOT 2005               |
| Victoria  | 3–2    | Jan Finney           | Decisión (unánime)          | HOOKnSHOOT: 2005 Women's Grand Prix   | 19 de noviembre de 2005  | 3     | 5:00   | Evansville, Indiana         |                                                        |
| Victoria  | 2–2    | Missy Karr           | Sumisión (keylock)          | HOOKnSHOOT: 2005 Women's Grand Prix   | 19 de noviembre de 2005  | 1     |        | Evansville, Indiana         |                                                        |
| Derrota   | 1–2    | Jen Case             | Sumisión (triangle choke)   | HOOKnSHOOT: Arnold Classic            | 4 de marzo de 2005       | 2     | 2:11   | Columbus, Ohio              |                                                        |
| Derrota   | 1–1    | Jen Case             | Sumisión (armbar)           | HOOKnSHOOT: Evolution                 | 6 de noviembre de 2004   | 1     | 2:51   | Evansville, Indiana         |                                                        |
| Victoria  | 1–0    | Terry Blair          | Sumisión (armbar)           | HOOKnSHOOT: Live                      | 27 de marzo de 2004      | 2     | 2:13   | Evansville, Indiana         |                                                        |

### Cuadro del Gran Premio Femenino HOOKnSHOOT 2005
Este torneo se llevó a cabo el 19 de noviembre de 2005.
|  | Cuartos de final          | Cuartos de final | Cuartos de final          |                 |                           | Semifinales  | Semifinales | Semifinales |  |                           | Final        | Final | Final |  |
|  |                           |                  |                           |                 |                           |              |             |             |  |                           |              |       |       |  |
|  |                           |                  |                           |                 |                           |              |             |             |  |                           |              |       |       |  |
|  | Bandera de Estados Unidos | Molly Helsel     | SUM                       |                 |                           |              |             |             |  |                           |              |       |       |  |
|  | Bandera de Estados Unidos | Molly Helsel     | SUM                       |                 |                           |              |             |             |  |                           |              |       |       |  |
|  | Bandera de Estados Unidos | Kellyn Huehn     | 1                         |                 |                           |              |             |             |  |                           |              |       |       |  |
|  | Bandera de Estados Unidos | Kellyn Huehn     | 1                         |                 | Bandera de Estados Unidos | Molly Helsel | SUM         |             |  |                           |              |       |       |  |
|  |                           |                  |                           |                 | Bandera de Estados Unidos | Molly Helsel | SUM         |             |  |                           |              |       |       |  |
|  |                           |                  | Bandera de Estados Unidos | Lisa Ellis-Ward | 1                         |              |             |             |  |                           |              |       |       |  |
|  | Bandera de Estados Unidos | Lisa Ellis       | Bandera de Estados Unidos | Lisa Ellis-Ward | 1                         | SUM          |             |             |  |                           |              |       |       |  |
|  | Bandera de Estados Unidos | Lisa Ellis       |                           |                 |                           |              |             |             |  |                           |              |       |       |  |
|  | Bandera de Estados Unidos | Kellyn Huehn     | 1                         |                 |                           |              |             |             |  |                           |              |       |       |  |
|  | Bandera de Estados Unidos | Kellyn Huehn     | 1                         |                 |                           |              |             |             |  | Bandera de Estados Unidos | Molly Helsel | 3     |       |  |
|  |                           |                  |                           |                 |                           |              |             |             |  | Bandera de Estados Unidos | Molly Helsel | 3     |       |  |
|  |                           |                  | Bandera de Estados Unidos | Julie Kedzie    | DEC                       |              |             |             |  |                           |              |       |       |  |
|  | Bandera de Estados Unidos | Jan Finney       | Bandera de Estados Unidos | Julie Kedzie    | DEC                       | KO           |             |             |  |                           |              |       |       |  |
|  | Bandera de Estados Unidos | Jan Finney       |                           |                 |                           |              |             |             |  |                           |              |       |       |  |
|  | Bandera de Estados Unidos | Mystee Blackwood | 1                         |                 |                           |              |             |             |  |                           |              |       |       |  |
|  | Bandera de Estados Unidos | Mystee Blackwood | 1                         |                 | Bandera de Estados Unidos | Jan Finney   | 3           |             |  |                           |              |       |       |  |
|  |                           |                  |                           |                 | Bandera de Estados Unidos | Jan Finney   | 3           |             |  |                           |              |       |       |  |
|  |                           |                  | Bandera de Estados Unidos | Julie Kedzie    | DEC                       |              |             |             |  |                           |              |       |       |  |
|  | Bandera de Estados Unidos | Missy Karr       | Bandera de Estados Unidos | Julie Kedzie    | DEC                       | 1            |             |             |  |                           |              |       |       |  |
|  | Bandera de Estados Unidos | Missy Karr       |                           |                 |                           |              |             |             |  |                           |              |       |       |  |
|  | Bandera de Estados Unidos | Julie Kedzie     | SUM                       |                 |                           |              |             |             |  |                           |              |       |       |  |
|  | Bandera de Estados Unidos | Julie Kedzie     | SUM                       |                 |                           |              |             |             |  |                           |              |       |       |  |
|  |                           |                  |                           |                 |                           |              |             |             |  |                           |              |       |       |  |